# Corynura analis
Corynura analis är en biart som först beskrevs av Herbst 1924.  Corynura analis ingår i släktet Corynura och familjen vägbin. Inga underarter finns listade i Catalogue of Life.